# Инцидент в Уаирау
Инцидент в Уаирау, также резня в Уаирау — первое крупное вооруженное столкновение между маори и британскими поселенцами после подписания Договора Вайтанги в 1840 году. В стычке маори потеряли 4-х человек убитыми и 3-х ранеными, а колонисты — убитыми 22 человека и ранеными 5-х.
Этот инцидент привёл к усилению опасений белых поселенцев вооруженного выступления маори и был первым серьёзным вызовом для губернатора Роберта Фицроя, который вступил в должность в декабре того же 1843 года. Фицрой был подвергнут резкой критике поселенцами. Новозеландская компания, основанная в Лондоне в 1839 году, вынесла вердикт, согласно которому маори не были наказаны за убийство белых поселенцев.

## Основания

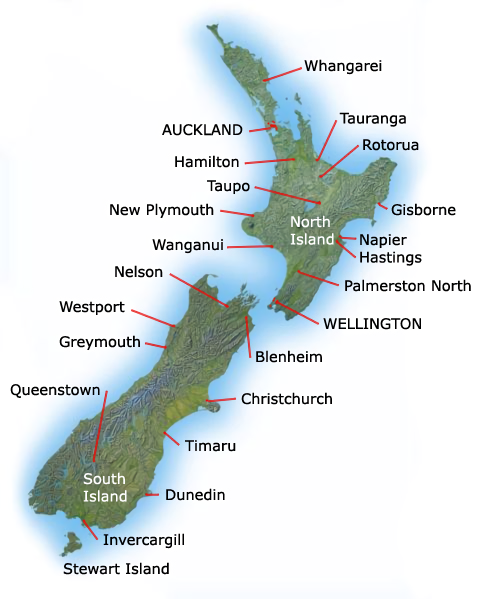
Долина Уаирау находилось между городами Нельсон и Бленем на севере Южного острова

Новозеландская компания начала строить поселки вокруг города Нельсон на северной оконечности Южного острова в 1840 году. В 1841 году они должны были получить 200 000 акров (810 км²), но в конце года, несмотря на то, что все земельные участки были проданы в Англии, агенты компании в Новой Зеландии стали испытывать трудности с получением достаточного количества земли. Поселенцы стали покупать большие участки земли непосредственно у маори без уведомления новых колониальных властей, часто не проверяя права продавцов распоряжаться предоставляемыми землями. Такая ситуация приводила к росту напряжения и конфликтам между заинтересованными сторонами.
В январе 1843 года капитан Артур Уэйкфилд, который был назначен Новозеландской компанией руководителем первой группы переселенцев, направленных в Нельсон, написал своему брату, полковнику Эдварду Уэйкфилду, одному из основателей Новозеландской компании, что он нашел хорошие земельные угодья в Уаирау, примерно в 25 км от Нельсона. Он имел в своём распоряжении поддельный акт собственности, который приобрёл у вдовы капитана китобойного судна, где говорилось, что он купил землю у вождя Те Раупараха из племени нгати-тоа в Эджкамбе. В марте 1843 года в своём письме в компанию Артур Уэйкфилд сообщал о ожидаемом противодействии со стороны местных жителей.
Причина для беспокойства была очевидна. Вожди маори Те Раупараха и Те Рангихаеата и их сородичи из племени нгати-тоа были владельцами этой земли и никому её не продавали. Но до сих пор подобные споры решались путём переговоров, и Те Раупараха был готов обсудить вопрос о земле в Уаирау.

## Столкновение

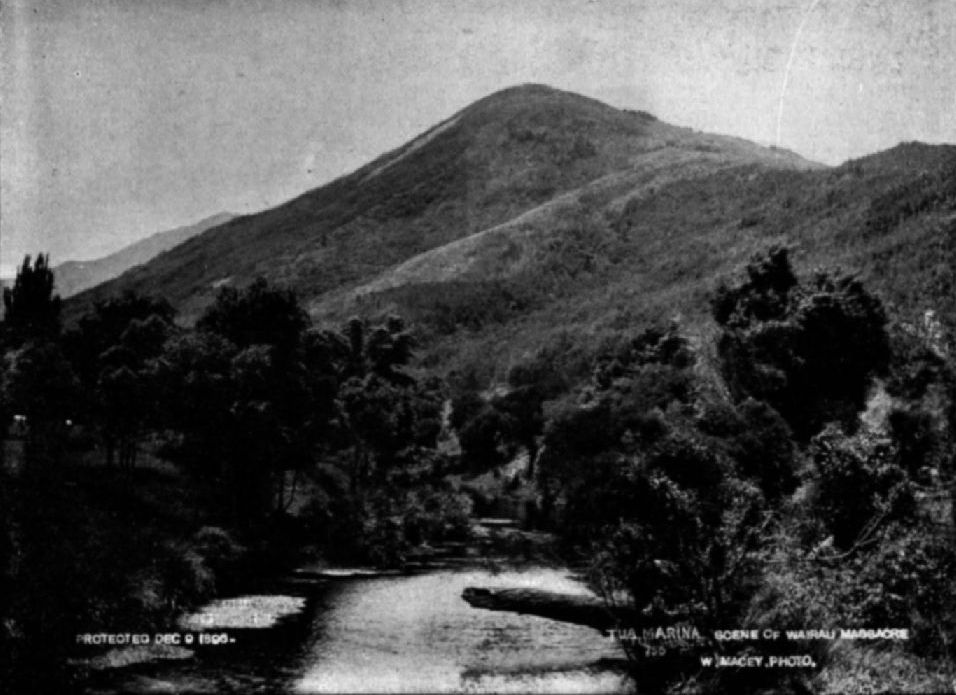
Место Уаирау в окрестностях Эджкамба

В январе 1843 года Нохоруа, старший брат Те Раупарахи, отправился во главе делегации вождей в Нельсон, чтобы протестовать против действий белых колонистов в долине Уаирау. Через два месяца сам Те Раупараха прибыл в Нельсон, где потребовал, чтобы вопрос собственности на землю был передан на рассмотрение Новозеландской земельной комиссии под руководством Уильяма Спейна. Артур Уэйкфилд выступил против и заявил вождю Те Раупарахе, что если местные маори помешают землемерам, отправленным в долину Уаирау, то он лично во главе трёхсот колонистов арестует вождя. Уэйкфилд спешно отправил в долину три группы землемеров, которые были немедленно задержаны маори. Маори испортили измерительные приборы, но людей отпустили.
Вожди Те Раупараха и Нохоруа 12 мая написали Уильяму Спейну, прося его спешно прибыть на Южный остров, чтобы ознакомиться с претензиями Новозеландской компании на долину Уаирау. Спейн отвечал, что приедет, как только завершит свои дела в Веллингтоне. Через месяц, не дождавшись прибытия Уильяма Спейна, вождь Те Раупараха прибыл в Уаирау, где уничтожил все приборы и инструменты землемеров и сжёг их жилища, люди были взяты под стражу и отправлены в Нельсон.
Артур Уэйкфилд собрал в Нельсоне группу белых и отправился в долину Уаирау. Полиция выдала ордер на арест вождей Те Раупараха и Те Рангихаеата. Утром 17 июня группа белых колонистов (от 50 до 60 человек) подошла к лагерю маори в долине Уаирау. Они были вооружены ножами, штыками, пистолетами и мушкетами. Вождь Те Раупараха имел под своим командованием около 90 воинов-маори. Также в лагере маори было много женщин и детей. Те Раупараха разрешил шести белым пройти в свой лагерь, а остальным британцам велел оставаться на другой стороне ручья. Во время встречи англичане попытались арестовать Те Раупараху. Между колонистами и маори началась перестрелка. С обеих сторон было несколько убитых, среди них оказалась жена Те Рангихаеаты и дочь Те Раупарахи. Белые отступили по склону другой стороны ручья под огнём воинов нгати-тоа. Те Раупараха приказал воинам преследовать белых. Англичане были полностью окружены превосходящими силами маори и вынуждены сдаться. Вождь Те Рангихаеата (зять и племянник Раупарахи) потребовал отомстить за смерть своей жены. Все пленные белые, в том числе Артур Уэйкфилд, были убиты маори. Во время столкновения маори потеряли четверых убитыми и троих ранеными, а поселенцы убитыми двадцать два и ранеными пять человек.

## Последствия

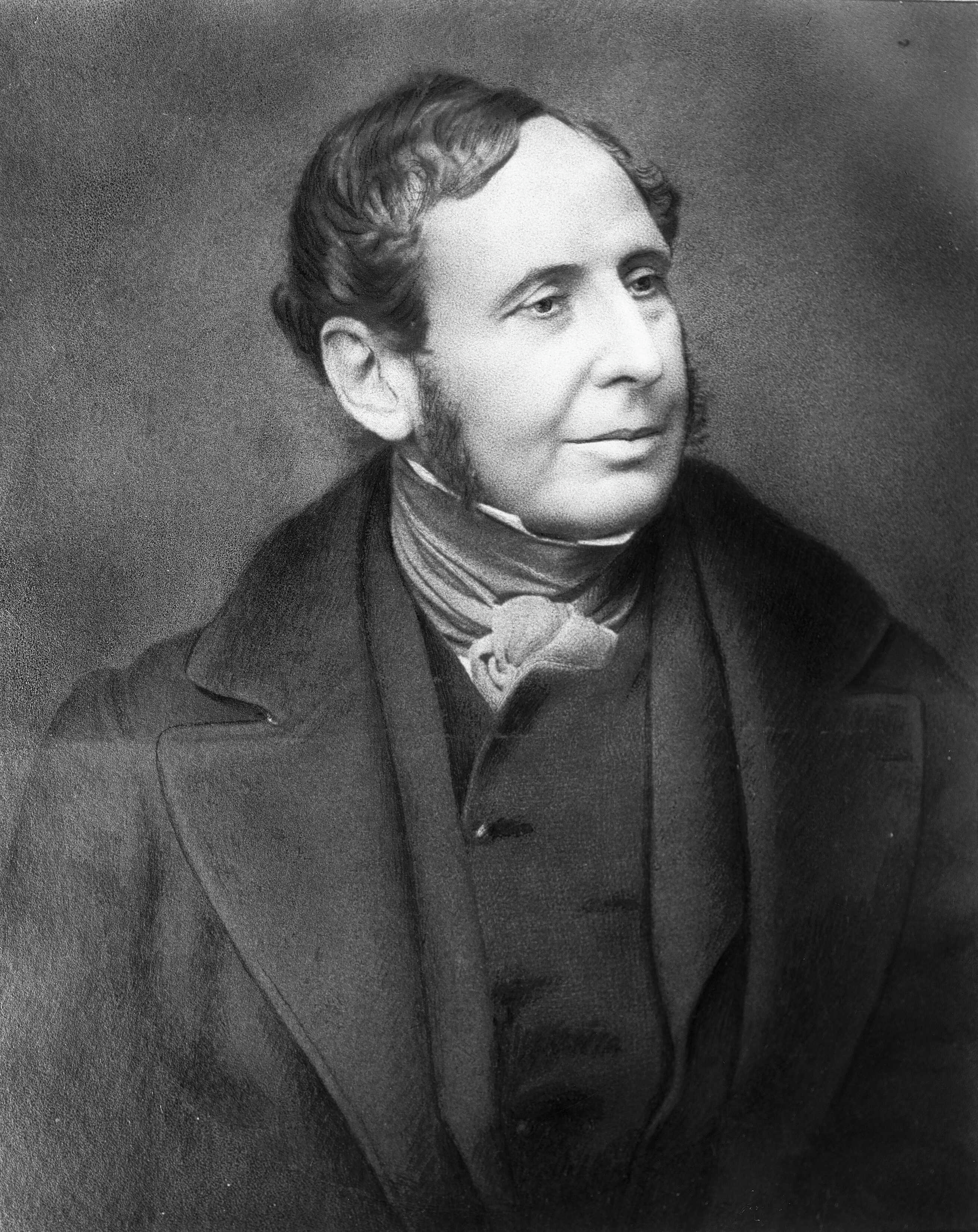
Роберт Фицрой (1805—1865), губернатор Новой Зеландии (1843—1845)

Слухи о резне, устроенной туземцами над британскими гражданами дошли даже до Англии. Продажа земельных участков Новозеландской компанией практически прекратилась. Общественности стало известно, что компания использовала мошеннические методы в продажах земельных участков, а более ранние сведения в газетах о случившемся далеки от реальности. Среди поселенцев в Нельсоне царила нервная атмосфера. Депутация от местных жителей была отправлена к правительству с жалобой на действия туземцев.
К конце января или в начале февраля 1844 года новый новозеландский губернатор Роберт Фицрой, через месяц после вступления в должность, посетил города Веллингтон и Нельсон, чтобы попытаться уладить инцидент между поселенцами и маори. Губернатор упрекнул представителей Новозеландской компании и издателей «The New Zealand Gazette» за их агрессивное отношение к маори и заявил, что земли местного населения не могут быть проданы без их согласия. Губернатор также потребовал, чтобы лица, выдавшие ордер на арест вождей маори, отказались от своих должностей.
Из Нельсона Роберт Фицрой с подчиненными прибыл в город Уэкана на Северном острове, где провёл собственное расследование инцидента на равнине Уаирау. На судебном заседании присутствовало более пятисот маори. Губернатор Роберт Фицрой заявил, что в инциденте в Уаирау виноваты пакеха (жители Новой Зеландии европейского происхождения). Вожди Раупараха, Рангихаеата и другие маори рассказали губернатору свою версию произошедшего, во время которой Фицрой делал заметки и задавало дополнительные вопросы.
Поселенцы и представители Новозеландской компании был возмущены заявлениями нового губернатора, который действовал благоразумно и прагматично. Маори имели преимущество над поселенцами в соотношении 900:1. Многие племена на протяжении десятилетий накопили оружия, с помощью которого они могли бы уничтожить белых в районах Веллингтона и Нельсона. Роберт Фицрой понимал маловероятность того, что британское правительство пришлёт войска для защиты белых и борьбы против маори. Отчёт Фицроя был одобрен секретарем по делам колоний лордом Стэнли, который заявил, что акция под руководством Томпсона и Уэйкфилда была «явно незаконной, несправедливой и неразумной», и что их смерть была «естественным следствием». Уильям Уильямс, лидер Ассоциации миссионеров церкви, также чётко указал на вину самих белых поселенцев.
В ноябре 1845 года новозеландский губернатор Роберт Фицрой, не пользовавшийся поддержкой местных колонистов, был отправлен в отставку. Его заменил Джордж Грей.
После инцидента в Уаирау вождь Те Раупараха больше никогда не возвращался в долину Уаирау. В 1846 году он был схвачен во время кампании в долине Хатт и заключён в тюрьму в Окленде без предъявления обвинений.